# Guerre économique par pétrodollars
 (décembre 2009).
Si vous disposez d'ouvrages ou d'articles de référence ou si vous connaissez des sites web de qualité traitant du thème abordé ici, merci de compléter l'article en donnant les références utiles à sa vérifiabilité et en les liant à la section « Notes et références ».
La guerre économique par pétrodollars est une forme de guerre économique dont l'objet est la possession ou l'utilisation de dollars dans les transactions d’hydrocarbures. L'expression désigne originellement une théorie selon laquelle la défense du système du pétrodollar est une priorité absolue pour les États-Unis et pèse de manière prépondérante dans sa politique étrangère. Il s'agirait d'une forme développée de guerre des monnaies.

## Concept
Le système du pétrodollar, créé dans les années 1970, a fait du dollar américain la monnaie de référence pour les échanges commerciaux d'hydrocarbures. L'explosion des prix du pétrole à la suite du premier choc pétrolier a certes alourdi la facture énergétique américaine, mais le fait que les contrats soient payés en dollars a permis aux pays exportateurs de pétrole de centraliser des volumes importants de dollars, et de les réinvestir dans l'économie américaine. Les États-Unis minimisent ainsi le coût réel du commerce des hydrocarbures et font financer son déficit par l'achat, par les pays exportateurs, de bons du Trésor .
Cette situation participe au statut du dollar comme monnaie de réserve internationale et à son privilège exorbitant. Plusieurs auteurs ont, au cours des années, souligné l'importance stratégique des pétrodollars dans la géopolitique américaine. Aymeric Chauprade remarque que le système du pétrodollar a permis aux États-Unis de conforter leur position dans le système monétaire international et en même temps de marquer de son empreinte la géopolitique du Moyen-Orient. Daniel Woodley, dans Globalization and Capitalist Geopolitics, soutient que la fin du système du pétrodollar porterait un coup majeur au marché des bons du Trésor américains, et rendrait plus difficile le financement de la dette publique américaine du fait d'une chute de la demande desdits bons.
En effet, la baisse de la demande du dollar dévaluerait la monnaie ; aussi, la baisse de la demande de bons du Trésor causerait mécaniquement une augmentation de leur taux d'intérêt, rendant plus difficile le service de la dette,. En plus de cela, la fin du pétrodollar ferait perdre aux États-Unis l'avantage significatif de ne pas avoir de coûts de transaction ni de difficultés de paiement du pétrole ; le pétrole étant libellé en la monnaie nationale, les Américains n'ont pas à convertir leur monnaie et se soucier du taux de change.
Le concept de guerre économique par pétrodollars provient de l'Américain William R. Clark, qui écrit dans son livre Petrodollar Warfare en 2005 que les rapports entre le dollar et les paiements du pétrole à l'international font partie des priorités stratégiques des États-Unis dans leur politique étrangère. Il soulève la possibilité que le pays entre en guerre dans le but de freiner l'adoption d'autres monnaies, et notamment l'euro, le yen ou le yuan, dans le paiement des hydrocarbures.

## Contexte
L'Iran a prévu d'ouvrir une bourse iranienne du pétrole monnayée en euros. Initialement planifié pour le 20 mars 2006, l'ouverture a été reportée sans date future. Mi-2006, le Venezuela a indiqué soutenir la décision de l'Iran d'ouvrir le commerce pétrolier mondial en euro et dix ans plus tard, en septembre 2017, le pays a commencé à refuser toute transaction en dollars au profit de l'euro et du yuan, la monnaie chinoise.
Au moins un homme politique américain, le Républicain Ron Paul du Texas, a fait des déclarations très fortes avançant des vues semblables, en parlant d'« hégémonie du dollar » pour décrire la politique américaine et proposant des réformes en conséquence.

## Débats et critiques

### Complotisme
L'idée selon laquelle les guerres menées par les États-Unis sont dues à la volonté de leurs dirigeants de s'éloigner du système du pétrodollar est accusée par certains de complotisme. Aymeric Chauprade souligne que si le sujet est bien pris en compte par la diplomatie américaine, il s'agit d'un facteur parmi d'autres des opérations extérieures américaines.
Le fait de donner une place trop importante à la peur américaine du recul du système du pétrodollar semble d'autant plus exagérée que les dommages causés à l'économie américaine par une chute du dollar sont discutables. Un dollar plus faible entraînerait une augmentation des exportations américaines, ce qui profiterait aux fabricants américains et diminuerait le déficit commercial des États-Unis. Mais d'un autre côté, les importations deviendraient plus chères pour les États-Unis à tous les niveaux ; le caractère positif ou néfaste d'une perte de valeur du dollar tient à la condition de Marshall-Lerner.
Le souci principal est la dépendance de l'Amérique au pétrole étranger. Beaucoup d'économistes estiment que la hausse de 2008 des prix du pétrole était au moins partiellement liée à la chute du dollar par rapport à la plupart des devises. Puisque le pétrole est évalué en dollars, les vendeurs ont augmenté les prix pour compenser leur perte réelle de revenu. Les économistes reconnaissent généralement que des prix de pétrole plus hauts posent un risque d'inflation, de récession, ou les deux. L'inflation augmenterait presque certainement si le dollar devait se déprécier fortement.

### Recul croissant du système
Alors qu'il semblait inébranlable dans les années 1990 et 2000, le pétrodollar recule depuis lors, sans que des guerres aient été déclenchées à leur sujet. La contestation croissante du système a incité la Chine (plus grand importateur de pétrole) et la Russie (un des plus grands exportateurs), dans les années 2010, à régler des ventes de pétrole par des swaps yuan/rouble. L'Iran a décidé de facturer son pétrole en euro, sans qu'une guerre ou un coup d'État n'ait été organisé ; les États-Unis ont au contraire, sous la présidence de Barack Obama et celle de Joe Biden, préféré négocier avec l'Iran pour la faire entrer dans la communauté internationale.

### Limites du système
Les sceptiques de la théorie, par exemple Robert Looney, croient que la probabilité réelle de basculer les ventes de pétrole en euros est peu probable. La plupart des pays ne monnayent pas leurs ventes directement, mais par l'intermédiaire de marqueurs de prix comme l'Ouest intermédiaire du Texas, le Brent de la Mer du Nord, ou le Brut de Dubaï. Cela limite leur possibilité d'agir sur la monnaie de transaction. Un grand nombre d'acteurs du marché devraient s'entendre pour qu'un changement de monnaie soit envisageable.